# Edmund Beaufort (4. książę Somersetu)

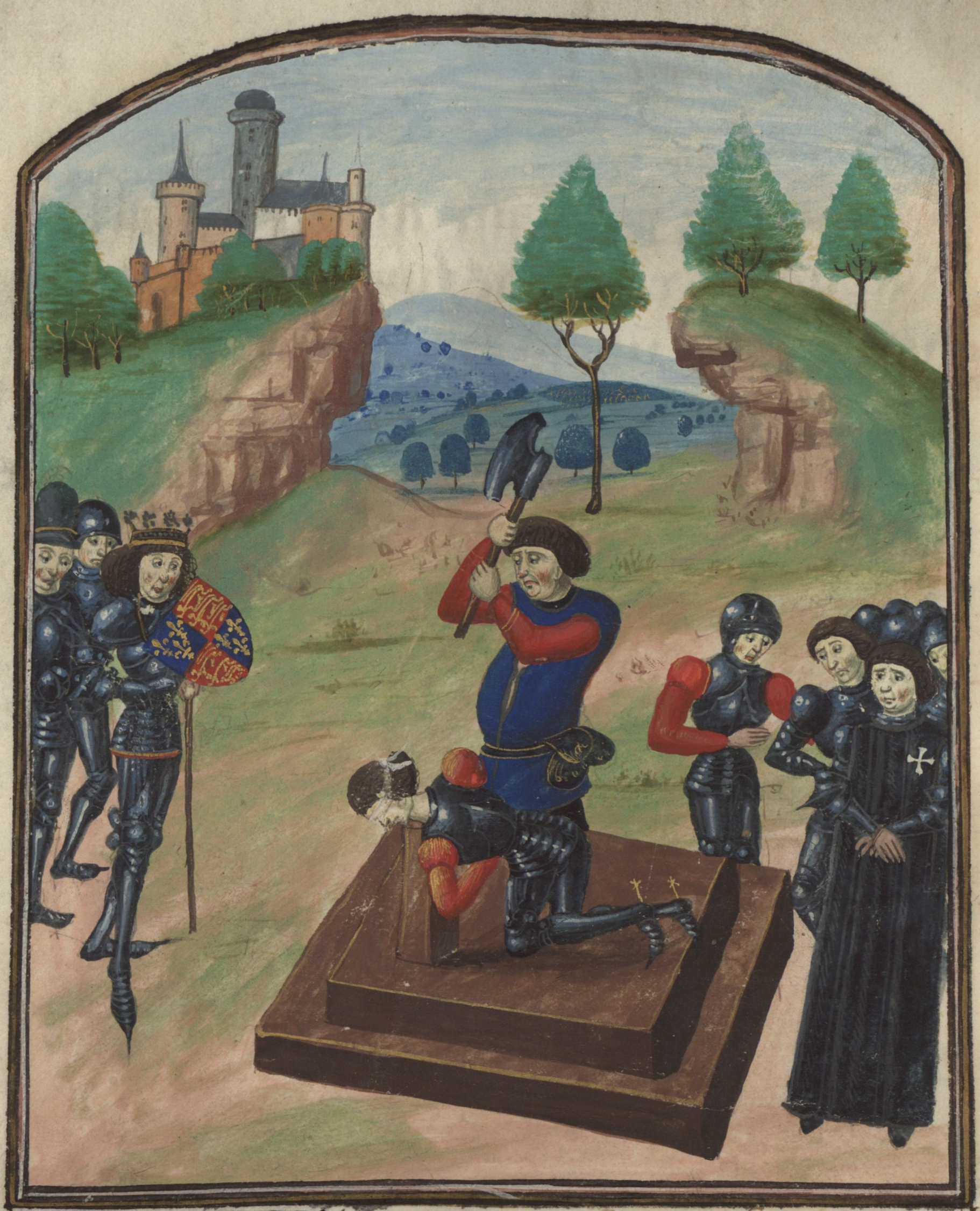
Egzekucja księcia Somerset w Tewkesbury

Edmund Beaufort, 4. książę Somerset (ur. ok. 1439, zm. 6 maja 1471 w Tewkesbury), angielski możnowładca, dowódca lancasterski w okresie wojny dwóch róż, młodszy syn Edmunda Beauforta, 2. księcia Somerset, i lady Eleanor Beauchamp, córki 13. hrabiego Warwick.
Tytuł książęcy Edmund odziedziczył po śmierci swojego starszego brata Henryka w 1464 r. W tym czasie Edmund przebywał na wygnaniu na dworze następcy burgundzkiego tronu, hrabiego Charolais. Sceptycznie odnosił się do późniejszego porozumienia królowej Małgorzaty z jej dotychczasowym wrogiem, hrabią Warwick. W 1470 r. Somerset towarzyszył Warwickowi w wyprawie, która usunęła z tronu Edwarda IV Yorka i wprowadziła nań Henryka VI Lancastera.
Edward powrócił do Anglii już w 1471 r. Somerset ruszył na południe na spotkanie z siłami inwazyjnymi królowej Małgorzaty. Królowa wylądowała w Weymouth 14 kwietnia i udała się do opactwa w Cerne. Tam przybył do niej książę Somerset i hrabia Devon, którzy powiadomili królową, że Warwick przegrał z Edwardem IV pod Barnet (14 kwietnia) i zginął na polu bitwy. Somerset zdołał jednak przekonać królową, że siły Edwarda zostały po bitwie poważnie osłabione i należy kontynuować walkę.
Do bitwy z wojskami Edwarda IV doszło 4 maja pod Tewkesbury. Somerset dowodził podczas bitwy prawym skrzydłem armii lancasterskiej. Jego przeciwnikiem był dowódca yorkistowskiego lewego skrzydła, Ryszard, książę Gloucester. Ryszard od razu ruszył do natarcia, ale "podłe drogi" i liczne żywopłoty zatrzymały natarcie. Obie strony przez długi czas szyły do siebie z łuków, aż w końcu Somerset zaryzykował i poprowadził swoich ludzi pod osłoną żywopłotów, by uderzyć w bok lewej flanki przeciwnika. Żołnierze Ryszarda cofnęli się, ale utrzymali pozycje i zmusili ludzi Somerseta do odwrotu. Wówczas na tyły książęcych oddziałów uderzył mały oddział pikinierów króla Edwarda.
Niepodziewany atak spowodował załamanie się prawego skrzydła Lancasterów, które rzuciło się do ucieczki w kierunki pobliskiej rzeki. Pościg armii yorkistowskiej sprawił, że pastwisku nadano nazwę "Krwawej Łąki". Rozwścieczony Somerset podjechał wówczas do dowodzącego lancasterskim centrum lorda Wenlocka i, krzycząc, że to za zdradę i brak wsparcia podczas ataku na lewe skrzydło przeciwnika, jednym ciosem topora rozpłatał mu głowę. Na widok mordujących się nawzajem dowódców armia lancasterska straciła ducha walki i poszła w rozsypkę.
Somerset wraz z kilkoma innymi dowódcami lancasterskimi schronił się w pobliskim opactwie. Król Edward początkowo obiecał amnestię wszystkim żołnierzom, którzy się tam schronili, ale zmienił zdanie, kiedy dowiedział się, że przebywa tam Somerset. W poniedziałek 6 maja Somerset i ok. 12 innych dowódców zostali aresztowani i osądzeni w obecności księcia Gloucester i księcia Norfolk. Skazano ich na śmierć jako przywódców buntu i ścięto na rynku w Tewkesbury.
Edmund nigdy się nie ożenił i nie pozostawił potomstwa. Wraz z jego śmiercią wygasł tytuł księcia Somerset.